# Вендерс, Вим
Вильге́льм Эрнст (Вим) Ве́ндерс (нем. Wilhelm Ernst «Wim» Wenders, род. 14 августа 1945, Дюссельдорф, Британская зона оккупации Германии, Германия) — немецкий кинорежиссёр, фотограф, сценарист и продюсер, лауреат многочисленных наград и премий. С 1996 года по 2021 год — президент Европейской киноакадемии.

## Биография
Вим Вендерс родился 14 августа 1945 года в Дюссельдорфе, Германия в семье врача Генриха Вендерса и его жены Марты. В 1949 году семья переехала в Кобленц, а позднее в Оберхаузен. После окончания школы в 1963 году Вендерс четыре семестра изучал медицину, психологию, философию и социологию в Мюнхене, Фрайбурге и Дюссельдорфе. В октябре 1966 года он отправился в Париж и готовился к поступлению в киношколу ИДЕК (IDHEC), но не прошёл по конкурсу. До сентября 1967 года работал в гравюрном ателье и регулярно посещал Французскую синематеку, где открыл для себя историю кино — в том числе и немецкого. Вернувшись в Германию, работал некоторое время в дюссельдорфском филиале проката United Artists. В 1967 году поступил в только что основанную Высшую школу кино и телевидения в Мюнхене. В период учёбы в киношколе Вендерс снял ряд короткометражных фильмов, которые он, как правило, сам финансировал. Однако первый фильм «Места действия» был снят ещё в 1966 году. Первый полнометражный фильм «Лето в городе» (1970) стал его дипломной работой. Во время учёбы в киношколе Вендерс писал короткие рецензии на фильмы. В 1971 году вместе с двенадцатью другими кинематографистами он стал соучредителем Фильмферлаг дер Ауторен (Filmverlag der Autoren) для производства и проката новых немецких фильмов.
«Страх вратаря перед одиннадцатиметровым» (1972) по одноимённой повести Петера Хандке стал первым игровым фильмом Вендерса после окончания киношколы. Первого официального признания он добился благодаря «Ложному движению» по оригинальному сценарию Петера Хандке: в 1975 году этот фильм получил шесть федеральных кинопремий Deutscher Filmpreis, в том числе за режиссуру. Следующий фильм «С течением времени», который Вендерс финансировал самостоятельно и снял без сценария, был показан на международном Каннском кинофестивале и имел большой зрительский успех в Германии. В 1976 году Вендерс снял немецко-французский фильм «Американский друг» по роману Патриции Хайсмит «Игра Рипли». Посмотрев его, режиссёр и продюсер Фрэнсис Форд Коппола предложил Вендерсу снять фильм «Хэммет». В марте 1978 года Вендерс переехал в Сан-Франциско, предполагая осенью приступить к съёмкам, которые были несколько раз отложены по разным обстоятельствам.
Весной и летом 1979 года Вендерс снял документальный фильм «Кино Ника» о своём друге режиссёре Николасе Рэе, который в июне 1979 года умер от рака. Монтаж Вендерс поручил Петеру Пшиггоде, так как он сам должен был ускорить подготовку к съёмкам «Хэммета», которые начались 4 февраля 1980 года. Недовольный показанной на Каннском фестивале версией «Кино Ника», Вендерс сам смонтировал окончательный вариант.
Работа над «Хэмметом» была прервана из-за разногласий по поводу финала. Коппола нанял нового сценариста и заморозил съёмки на неопределённое время. В конце 1980 года Вендерс поехал в Лиссабон, чтобы доставить Раулю Руису, который снимал там фильм «Территория», остатки плёнки от «Кино Ника». На месте он решил сделать фильм о проблемах съёмочной группы. Так в короткий срок весной 1981 года был снят фильм «Положение вещей», в работе над которым участвовали многие члены группы Руиса. Съёмки «Хэммета» возобновились 23 ноября 1981 года с другим оператором. На премьере в Каннах «Хэммет» был принят весьма сдержанно, тогда как фильм «Положение вещей» получил в Венеции «Золотого льва».
Летом 1982 года для фестиваля в Зальцбурге Вендерс поставил спектакль по пьесе Петера Хандке «По деревням», получивший критические отзывы в прессе. Проект экранизации тетралогии Хандке («Медленное возвращение домой», «Урок Сент-Виктуар», «Детская история», «По деревням») не нашёл финансовой поддержки.
Снятый осенью 1983 года в Америке немецко-французский фильм «Париж, Техас» получил на Каннском фестивале 1984 года Золотую пальмовую ветвь и пользовался коммерческим успехом. В 1987 году Вендерс снял «Небо над Берлином», получивший приз за лучшую режиссуру на Каннском кинофестивале, первую европейскую кинопремию «Феликс», немецкую федеральную кинопремию и премию кинокритиков в Лос-Анджелесе. Он стал самым популярным фильмом режиссёра.
В 1991 году в прокат вышел фильм «Когда наступит конец света», на подготовку которого ушло много лет, а в 1993 году — «Так далеко, так близко», своего рода продолжение «Неба над Берлином» в условиях объединённой Германии.
Вендерс является почётным доктором Сорбонны (1989), профессором берлинской Академии кино и телевидения, членом берлинской Академии искусств (1984), президентом Европейской киноакадемии (1991), кавалером федерального ордена «За заслуги».
В 1968—1974 годах Вендерс был женат на актрисе и художнице Эдде Кехль, до своего переезда в Америку жил с актрисой Лизой Крейцер, в 1979 году женился на американской певице и актрисе Рони Блэкли, с которой развёлся в 1981 году, в 1986—1993 годах жил с актрисой Сольвейг Доммартин, в 1993 году женился на Донате Шмидт, которая была ассистентом оператора на его фильме «Так далеко, так близко».

## Личная жизнь
Вендерс живёт и работает в Берлине со своей женой Донатой. Он живёт в Берлине с середины 1970-х годов. Он экуменический христианин; будучи подростком, он хотел стать католическим священником. Он болеет за немецкий футбольный клуб Borussia Dortmund.
В 2009 году Вендерс подписал петицию в поддержку режиссёра Романа Полански, который был задержан во время поездки на кинофестиваль в связи с его обвинениями в сексуальном насилии в 1977 году. Вендерс заявил, что это дело подорвет традицию кинофестивалей как места для показа работ «свободно и безопасно», и утверждал, что арест кинематографистов, путешествующих в нейтральные страны, может открыть дверь «действиям, о последствиях которых никто не может знать».

### Вим Вендерс и музыка
Вим Вендерс увлекается музыкой, особенно рок-музыкой. Он работал с такими знаменитыми музыкантами, как U2, Ник Кейв и Лу Рид. 
Мою жизнь спас рок-н-ролл. Потому что это была музыка, благодаря которой я впервые почувствовал себя личностью, понял, что у меня было право наслаждаться, мечтать и что-то делать. Если бы не рок-н-ролл, я бы сейчас был адвокатом.

## Награды
Фильмы Вендерса получили множество наград на крупнейших кинофестивалях мира. Среди них можно отметить:
- 1982 — «Золотой лев» Венецианского кинофестиваля 1982 года за фильм «Положение вещей»
- 1984 — «Золотая пальмовая ветвь» Каннского кинофестиваля 1984 года за фильм «Париж, Техас»
- 1987 — Приз за лучшую режиссуру (Каннский кинофестиваль) за фильм «Небо над Берлином»
- 2024 — Премия Японской киноакадемии за лучшую режиссуру за фильм «Идеальные дни»

## Фильмография

### Полнометражные фильмы
- 1970 — Лето в городе / Summer in the City
- 1972 — Страх вратаря перед одиннадцатиметровым / Die Angst des Tormanns beim Elfmeter
- 1972 — Алая буква / Der scharlachrote Buchstabe
- 1974 — Алиса в городах / Alice in den Städten
- 1975 — Ложное движение / Falsche Bewegung
- 1976 — С течением времени / Im Lauf der Zeit
- 1977 — Американский друг / Der amerikanische Freund
- 1982 — Хэммет / Hammett
- 1982 — Положение вещей / Der Stand der Dinge
- 1984 — Париж, Техас / Paris, Texas
- 1987 — Небо над Берлином / Der Himmel über Berlin
- 1991 — Когда наступит конец света / Bis ans Ende der Welt
- 1993 — Так далеко, так близко! / In weiter Ferne, so nah!
- 1994 — Лиссабонская история / Lisbon Story
- 1997 — Конец насилия / The End of Violence
- 2000 — Отель «Миллион долларов» / The Million Dollar Hotel
- 2004 — Земля изобилия / Land Of Plenty
- 2005 — Входите без стука / Don’t Come Knocking
- 2008 — Съёмки в Палермо / Palermo Shooting
- 2015 — Всё будет хорошо[англ.] / Every Thing Will Be Fine
- 2016 — Прекрасные дни в Аранхуэсе / Les Beaux Jours d’Aranjuez
- 2017 — Погружение / Submergence
- 2023 — Идеальные дни / Perfect Days

### Документальные и музыкальные фильмы
- 1980 — Кино Ника — Молния над водой / Nick’s Film — Lightning Over Water
- 1985 — Токио-га / Tokyo-ga
- 1989 — Зарисовки об одеждах и городах / Aufzeichnungen zu Kleidern und Städten
- 1995 — Братья Складановские / Die Gebrüder Skladonowsky
- 1995 — Люмьер и компания / Lumiere et compagnie
- 1998 — Вилли Нельсон в студии «Театро» / Willie Nelson at the Teatro
- 1999 — Клуб Буэна Виста / Buena Vista Social Club
- 2002 — Многое случилось — фильм о BAP / Viel Passiert — Der BAP Film
- 2003 — Душа человека / The Soul of a Man
- 2011 — Пина / Pina
- 2014 — Соль земли / The Salt of the Earth
- 2018 — Папа Франциск. Человек слова / Pope Francis: A Man of His Word
- 2023 — Ансельм. Шум времени / Anselm — Das Rauschen der Zeit

### Киноальманахи
- 1995 — За облаками / Jenseits der Wolken (режиссура фрагментов фильма Микеланжело Антониони)
- 1995 — Люмьер и компания / Lumière et compagnie
- 2002 — На десять минут старше: труба (эпизод «12 миль до Троны») / Ten Minutes Older: The Trumpet (Twelve miles to Trona)
- 2007 — У каждого своё кино / Chacun son cinéma — эпизод «Война во время мира»

### Короткометражные фильмы
- 1966 — Места действия / Schauplätze
- 1968 — Тот же самый игрок стреляет снова / Same Player Shoots Again
- 1968 — /Klappenfilm
- 1968 — /Victor I.
- 1968 — Без названия / Ohne Titel
- 1969 — Серебряный город / Silver City
- 1969 — Полицейский фильм / Polizeifilm
- 1969 — Алабама: 2000 световых лет от дома / Alabama: 2000 Light Years from Home
- 1969 — Три американских диска / Drei Amerikanische LP’s
- 1974 — Из семейства крокодилов. Остров / Aus der Familie der Panzerechsen. Die Insel
- 1982 — Обратная перспектива / Reverse Angle — New York City. March 1982
- 1982 — Комната 666 / Chambre 666
- 1992 — Ариша, медведь и каменное кольцо / Arisha, the Bear and the Stone Ring